# Hailang (köpinghuvudort i Kina, Heilongjiang Sheng, lat 44,33, long 129,23)
Hailang (kinesiska: 海浪, 海浪镇) är en köpinghuvudort i Kina. Den ligger i provinsen Heilongjiang, i den nordöstra delen av landet, omkring 260 kilometer sydost om provinshuvudstaden Harbin. Antalet invånare är 39 600. Befolkningen består av 19 670 kvinnor och 19 930 män. Barn under 15 år utgör 14,0 %, vuxna 15-64 år 76 %, och äldre över 65 år 8,0 %.
Runt Hailang är det ganska tätbefolkat, med 56 invånare per kvadratkilometer. Närmaste större samhälle är Ning'an, 18,5 km öster om Hailang. Trakten runt Hailang består till största delen av jordbruksmark.
Genomsnittlig årsnederbörd är 877 millimeter. Den regnigaste månaden är juli, med i genomsnitt 201 mm nederbörd, och den torraste är januari, med 5 mm nederbörd.